# (31201) Michellegrand
1998 AT5 (asteroide 31201) é um corpo celeste do Cinturão de Asteroides, localizado entre Marte e Júpiter. Possui uma excentricidade de 0.10377560 e uma inclinação de 10.29996º.
Este asteroide foi descoberto no dia 8 de janeiro de 1998 por ODAS em Caussols.